# Isolation
Isolation — пятый студийный альбом американской рок-группы Toto, изданный в 1984 году лейблом Columbia Records.

## Об альбоме
После того, как предыдущий альбом Toto IV добился успеха на коммерческом рынке, вокалист группы, Бобби Кимболл выбыл из состава Toto. На его замену пришёл Ферги Фредериксен из Le Roux, с которым и был записан Isolation. Первоначально, по замыслу участников коллектива, новым вокалистом должен был стать Ричард Пейдж из Mr. Mister, но тот отказался от предложения. В течение 1984 года работа над диском шла полным ходом, но постоянно прерывалась из-за различных проблем, которые внезапно появились у музыкантов. Фредериксон выступил в качестве соавтора 4 композиций на пластинке. Кроме того, этот диск стал первым и последним для нового вокалиста, на смену которому пришёл Джозеф Уильямс. На этом альбоме Toto сделали попытку изменить звучание в сторону хард-рока, что пришлось по вкусу их поклонникам. Как считает критик сайта Allmusic, музыканты вновь начали подражать группе Journey, создав схожий альбом с Toto IV, но при этом Toto не записали никаких баллад для нового диска.
Isolation не смог повторить достижений своего предшественника, однако в США получил золотой статус.
В поддержку альбома стартовал Isolation World Tour, который начался в феврале 1985 года. Гастроли Toto проходили в Японии, Австралии, Европе и США.

## Список композиций
| №  | Название           | Автор(ы)                  | Вокал                   | Длительность |
| -- | ------------------ | ------------------------- | ----------------------- | ------------ |
| 1. | «Carmen»           | Дэвид Пейч, Джефф Поркаро | Пейч, Ферги Фредериксен | 3:25         |
| 2. | «Lion»             | Бобби Кимболл, Пейч       | Фредериксен             | 4:46         |
| 3. | «Stranger in Town» | Пейч, Дж. Поркаро         | Пейч                    | 4:47         |
| 4. | «Angel Don't Cry»  | Фредериксен, Пейч         | Фредериксен             | 4:21         |
| 5. | «How Does It Feel» | Стив Люкатер              | Люкатер                 | 3:50         |

| №   | Название          | Автор(ы)                                             | Вокал       | Длительность |
| --- | ----------------- | ---------------------------------------------------- | ----------- | ------------ |
| 6.  | «Endless»         | Пейч                                                 | Фредериксен | 3:40         |
| 7.  | «Isolation»       | Фредериксен, Люкатер, Пейч                           | Фредериксен | 4:04         |
| 8.  | «Mr. Friendly»    | Фредериксен, Люкатер, Пейч, Дж.Поркаро, Майк Поркаро | Фредериксен | 4:22         |
| 9.  | «Change of Heart» | Фредериксен, Пейч,                                   | Фредериксен | 4:08         |
| 10. | «Holyanna»        | Пейч, Дж.Поркаро                                     | Пейч        | 4:19         |

## Чарты
| Чарт           | Максимальная позиция |
| -------------- | -------------------- |
| Австралия      | 65                   |
| Великобритания | 67                   |
| Германия       | 15                   |
| Италия         | 17                   |
| Канада         | 57                   |
| Нидерланды     | 25                   |
| Норвегия       | 8                    |
| США            | 42                   |
| Финляндия      | 17                   |
| Франция        | 12                   |
| Швейцария      | 15                   |
| Швеция         | 8                    |
| Япония         | 166                  |

| Чарт (1984) | Позиция |
| ----------- | ------- |
| Франция     | 74      |
| Япония      | 81      |

## Участники записи
| Toto - Ферги Фредериксон — вокал, бэк-вокал - Стив Люкатер — соло и ритм-гитары, вокал, бэк-вокал - Дэвид Пейч — клавишные, бэк-вокал, вокал - Стив Поркаро — клавишные - Майк Поркаро — бас-гитара - Джефф Поркаро — ударные, перкуссия Другие музыканты - Лондонский симфонический оркестр — струнные - Джеймс Ньютон Ховард — оркестровые аранжировки в «How Does It Feel» и «Change of Heart» - Лени Кастро, Джо Поркаро — перкуссия - Майк Коттен — синтезатор в «Stranger in Town» - Джерри Хей — труба, валторна в «Lion» - Том Скотт — саксофон - Том Келли — бэк-вокал в «How Does It Feel» - Джин Морфорд — бэк-вокал в «Stranger in Town» - Бобби Кимболл, Ричард Пейдж — бэк-вокал | Обложка альбома - Роберт Копеки — изображение - Dyer Kahn, Inc, Билл Мёрфи — дизайн обложки А также - Нико Болас — звукорежиссёр - Джон Курлэндер — звукорежиссёр - Том Нокс — звукорежиссёр - Ричард Босворт — помощник звукорежиссёра - Грег Ладануи — звукорежиссёр, микширование |